# Mazda AZ1
La Mazda AZ1 ou Autozam AZ1, ou encore Mazda AZ550 est une automobile produite au Japon par le constructeur automobile Japonais Mazda de 1992 à 1995 sous la marque Autozam.
Il s'agit d'une petite sportive du segment C, dite Kei car à deux portes à ouverture papillon.
Son moteur de 657 cc est fourni par Suzuki qui produit sa jumelle la Suzuki Cara.
L'AZ1 disposera d'une version nommé M2 1015, qui dispose d'une meilleure finition et qui sera également équipée d'antibrouillards et d'un aileron[réf. nécessaire].